# 梨园街道 (武汉市)
梨园街道，是中华人民共和国湖北省武汉市洪山区下辖的一个乡镇级行政单位。

## 行政区划
梨园街道下辖以下地区：
新世纪社区、省电社区、华电社区、鹏程社区、东湖社区、东山亭社区和武铁佳苑社区。